# Panthéon national (Venezuela)
Pour les articles homonymes, voir Panthéon national.
Le Panthéon national (en espagnol : Panteón Nacional) est un bâtiment public situé dans la vieille ville de Caracas, au Venezuela. Il s'agit à l'origine d'une église (église Santísima Trinidad), devenue ensuite un sanctuaire pour les « héros nationaux ». La nef centrale est dédiée à Simón Bolívar ; les peintures sur les voutes, réalisées dans les années 1930, lui rendent également hommage.

## Liste des personnes enterrées au Panthéon national

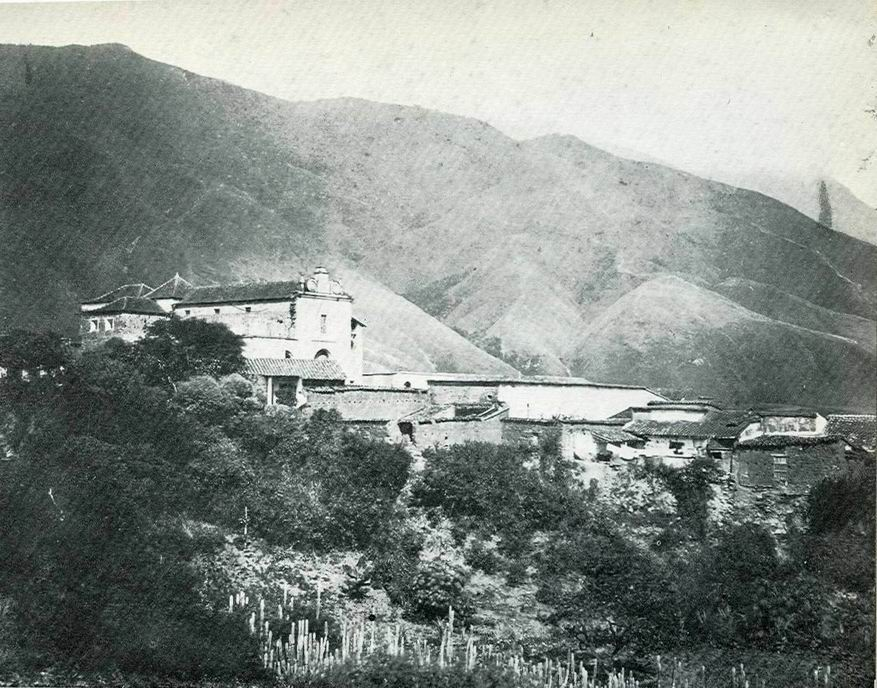
L'église en 1874.

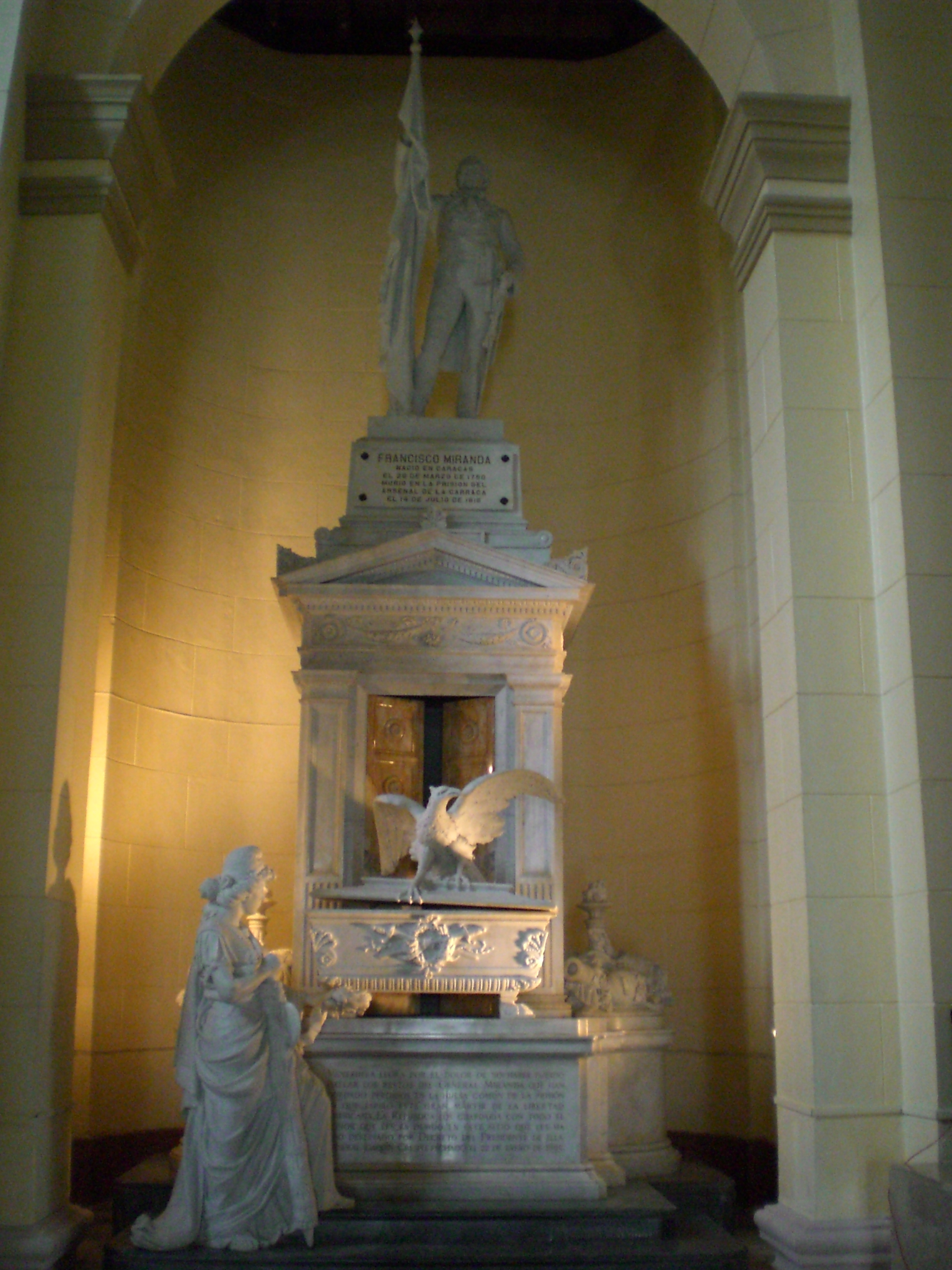
Cénotaphe de Francisco de Miranda.

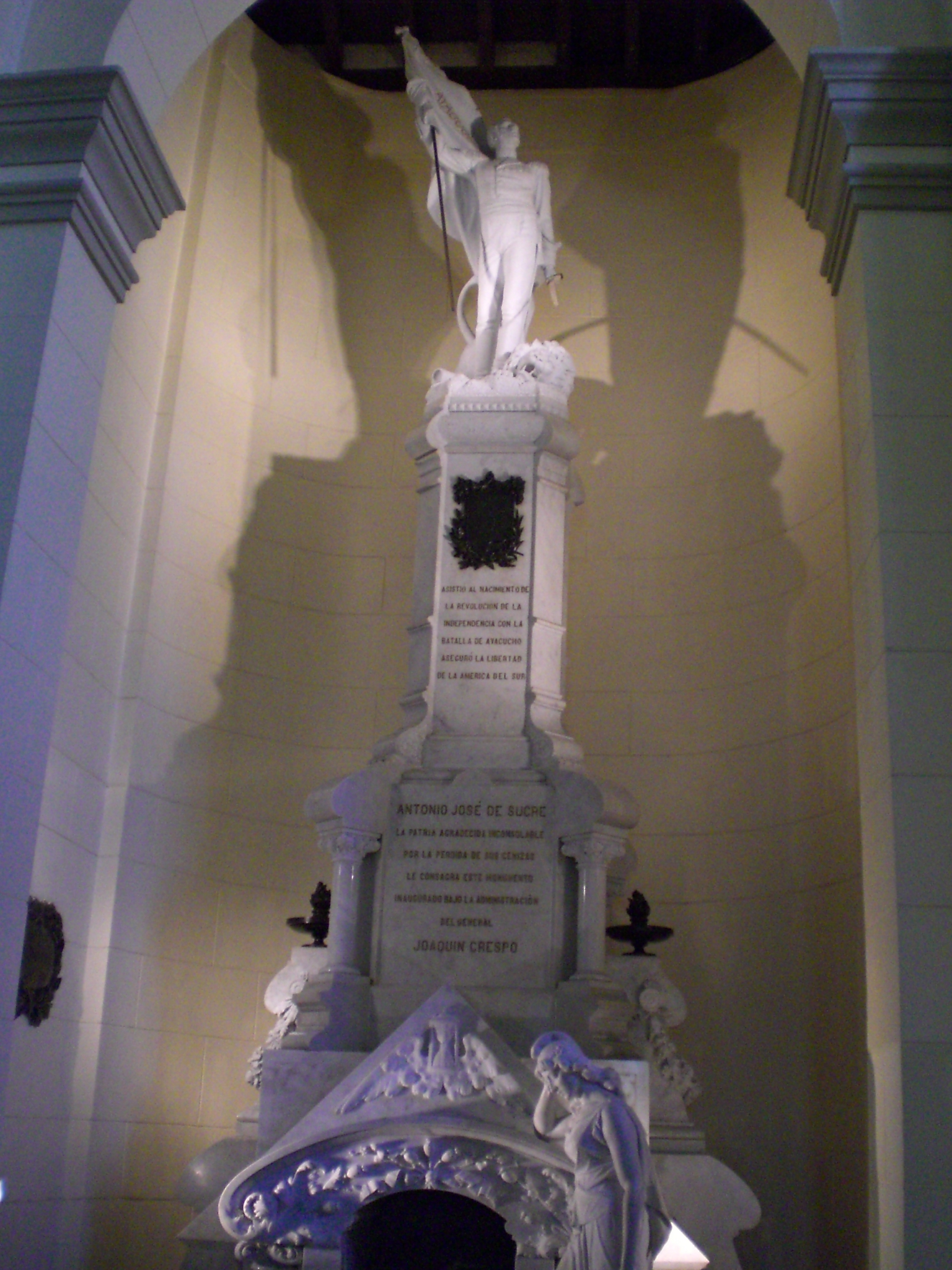
Cénotaphe d'Antonio José de Sucre.

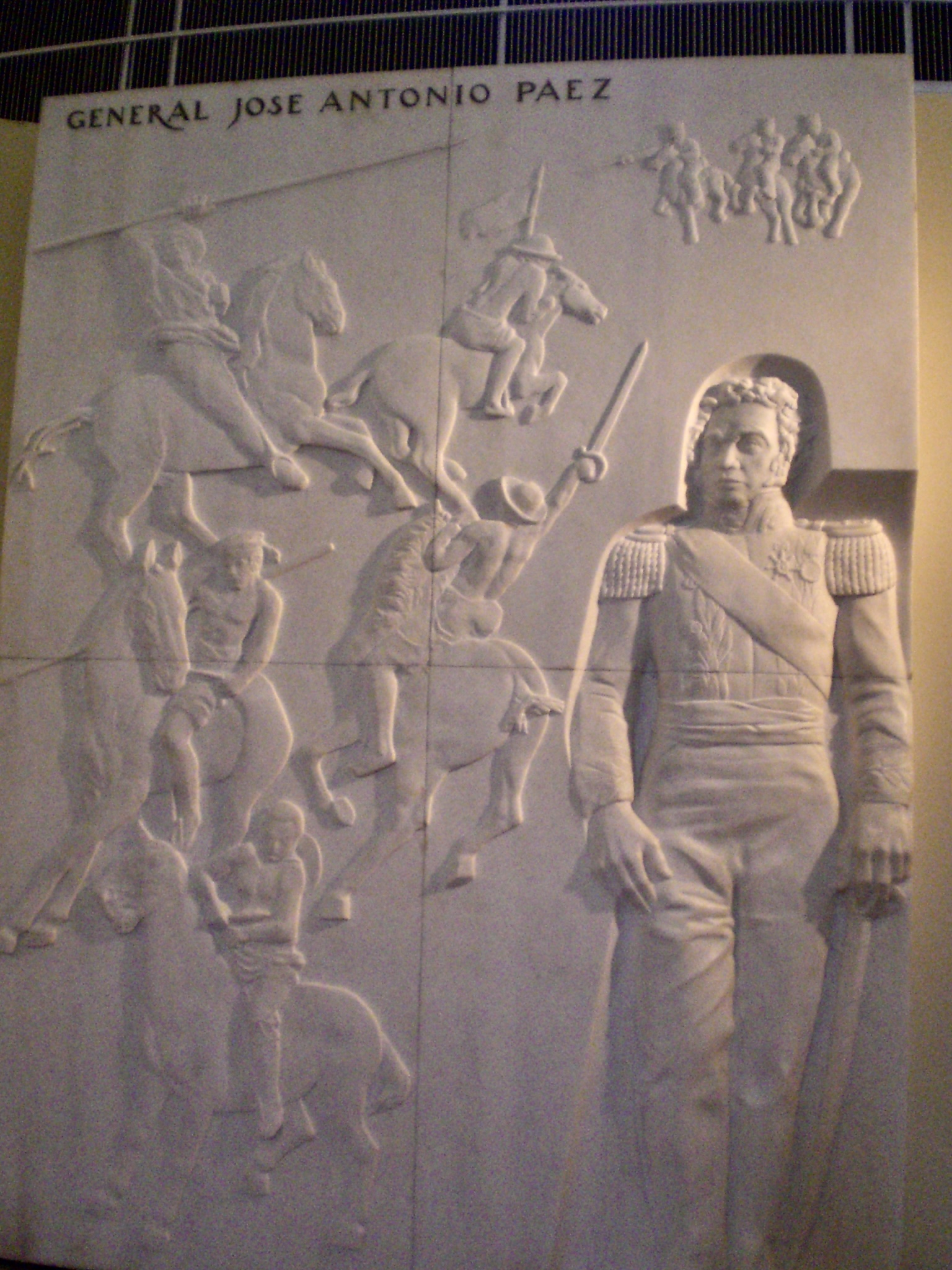
Monument dédié à José Antonio Páez.

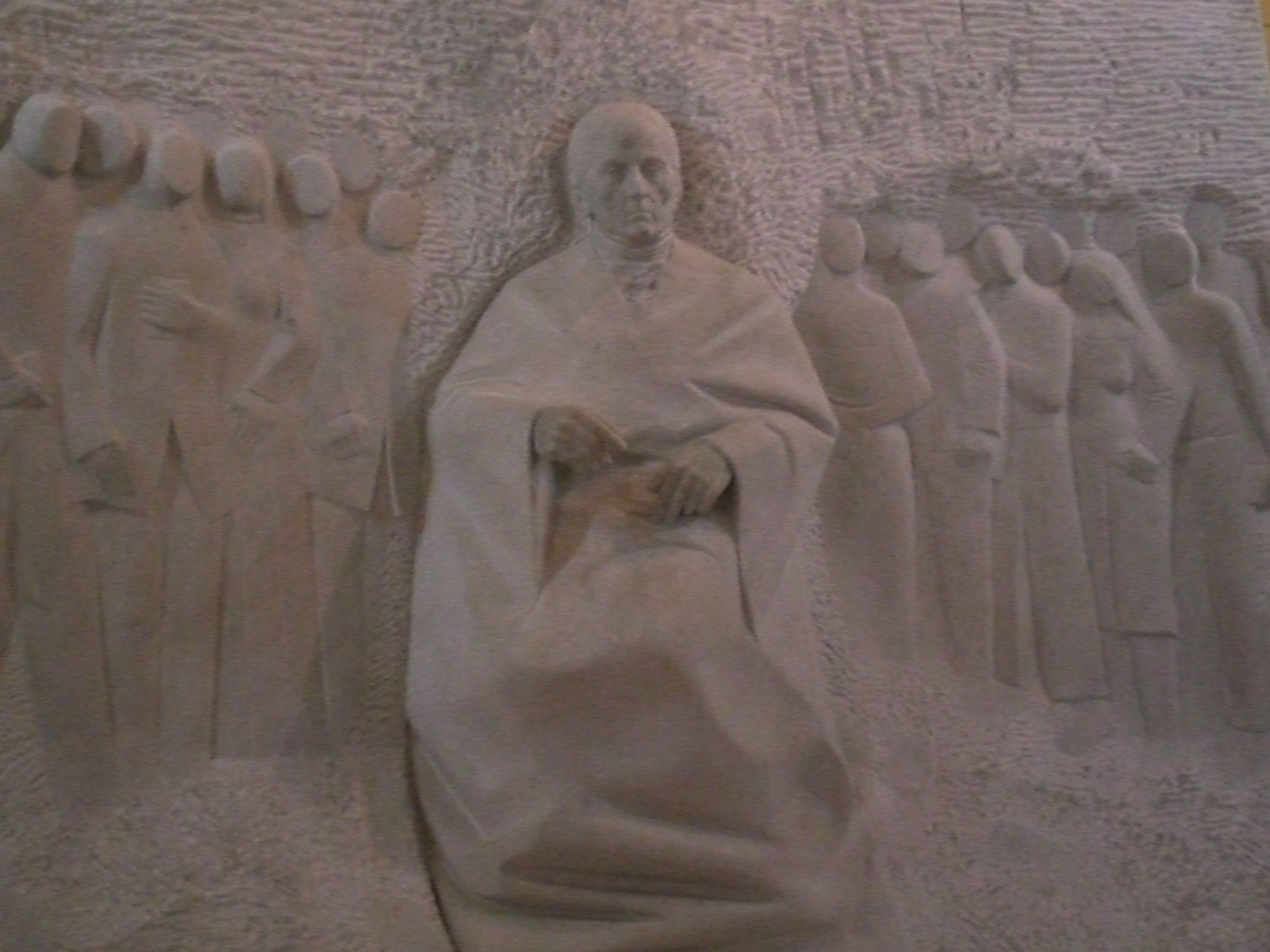
Cénotaphe d'Andrés Bello.

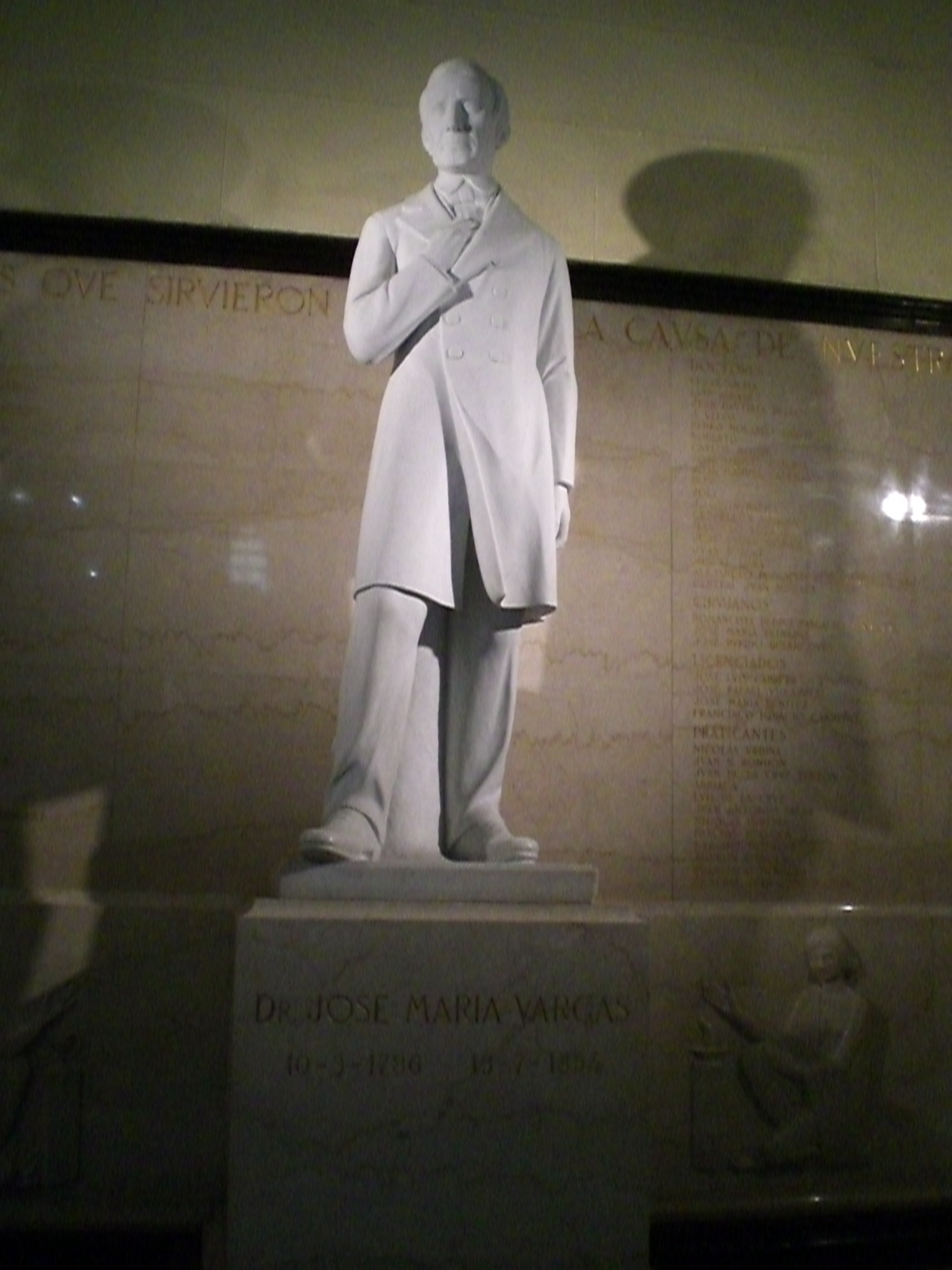
Monument dédié à José María Vargas.

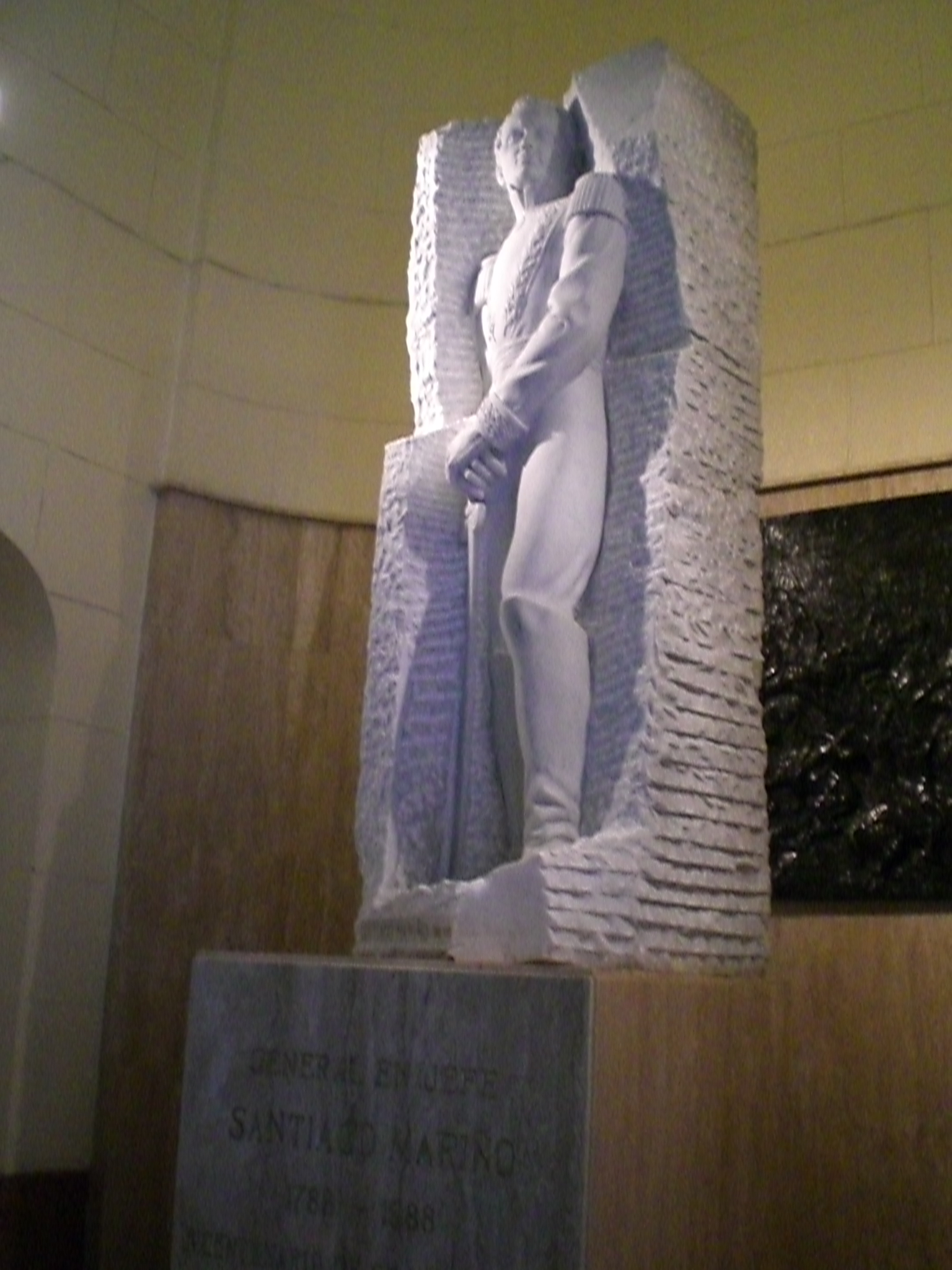
Monument dédié à Santiago Mariño.

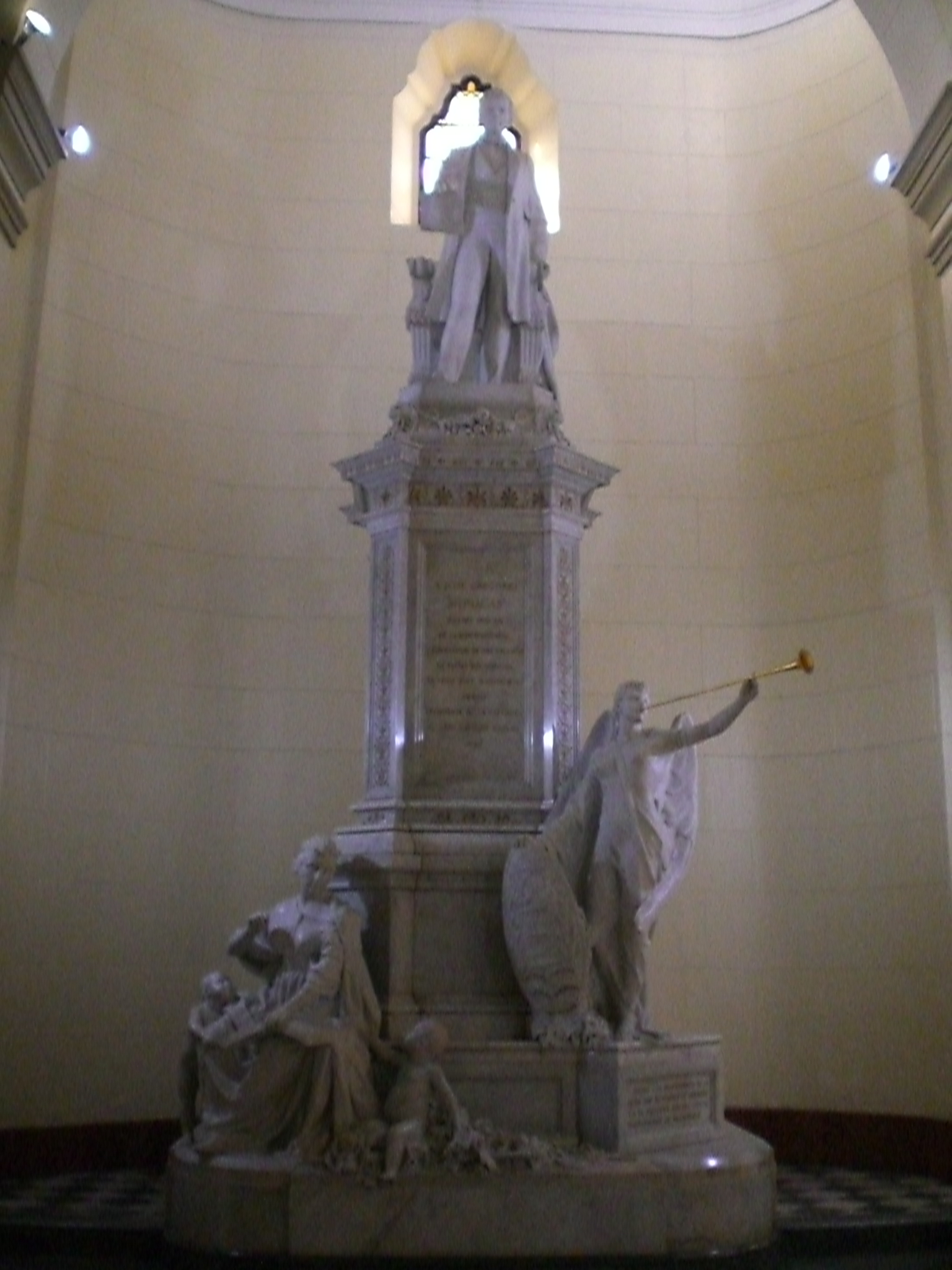
Monument dédié à José Gregorio Monagas.

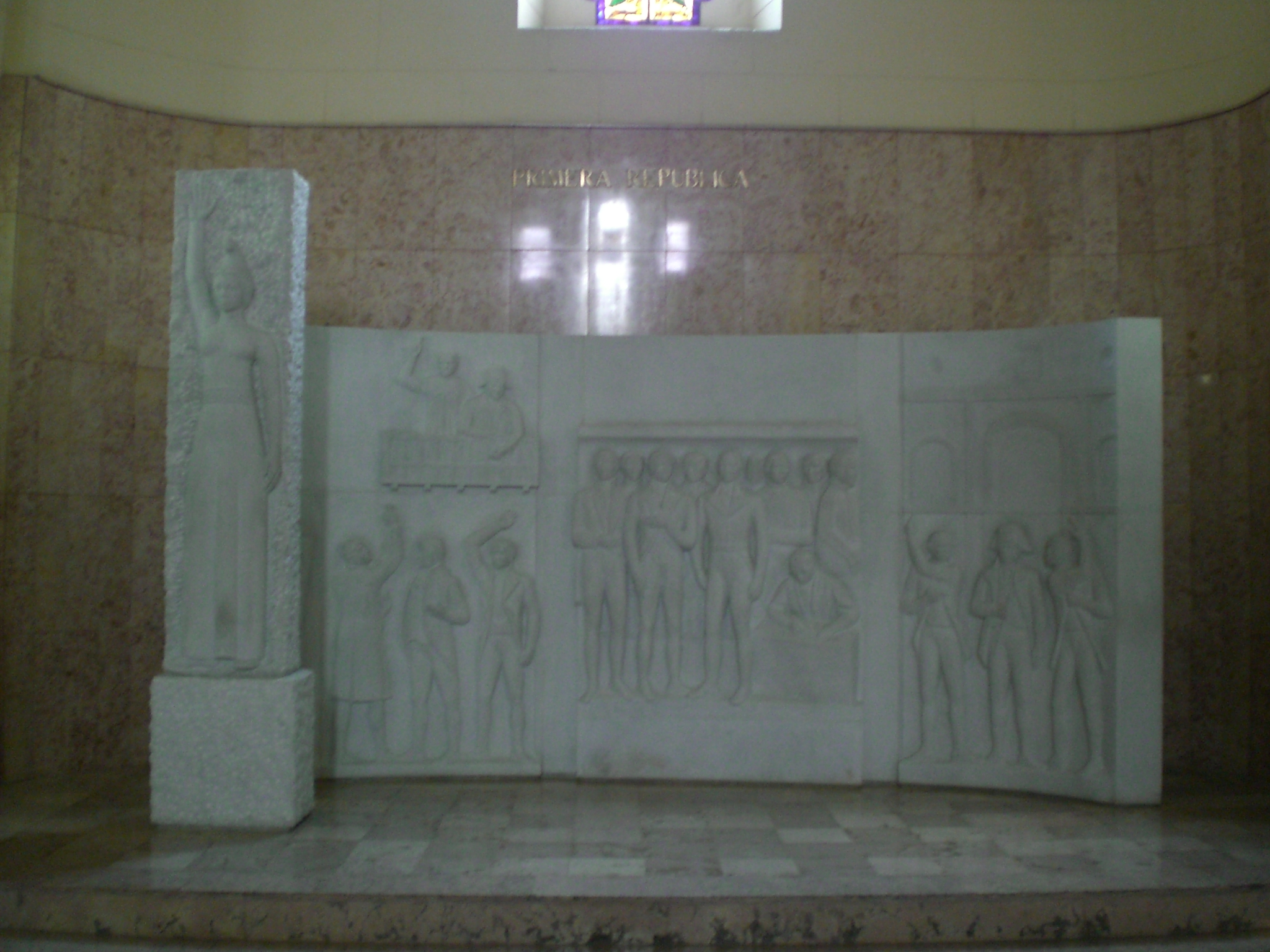
Monument à la Première République.

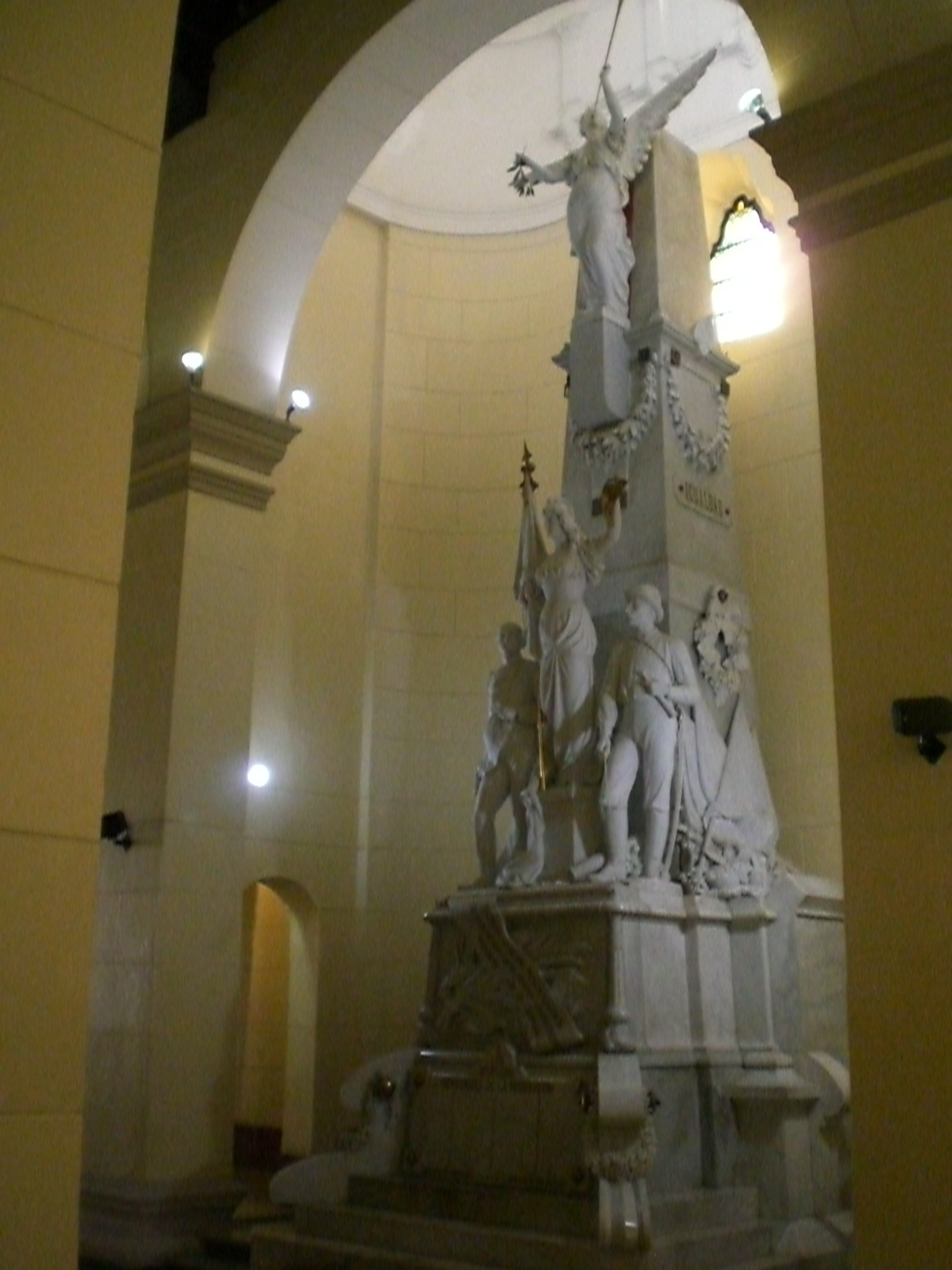
Monument à la Fédération.

Entre parenthèses, date de l'inhumation au Panthéon
- Cecilio Acosta, écrivain et journaliste (5 juillet 1937)
- José Ángel de Álamo, leader de l'indépendance (9 mai 1876).
- Francisco de Paula Alcántara, général de la guerre d'indépendance (6 juin 1876)
- Demetrio Alfaro, officier de la guerre d'indépendance (28 mai 1876)
- Lisandro Alvarado, docteur (14 mai 1980)
- Raimundo Andueza, avocat, soldat et homme politique ; père du président Raimundo Andueza Palacio (2 septembre 1881)
- Francisco Aranda, homme politique (18 mai 1898)
- Juan Bautista Arismendi, officier de la guerre d'indépendance (29 janvier 1877)
- Jesús María Aristeguieta, personnalité militaire et politique de la guerre d'indépendance (18 mars 1890)
- Carlos Arvelo, docteur et homme politique (16 décembre 1942)
- Rafael Arvelo, journaliste (12 juillet 1877)
- Francisco de Paula Avendaño, officier de la guerre d'indépendance (16 mars 1966)
- Rafael María Baralt, écrivain et historien ; ambassadeur en Espagne (23 novembre 1982)
- José Miguel Barceló, personnalité militaire de la guerre fédérale (14 mai 1878)
- Pedro Bárcenas, docteur et officier de la guerre d'indépendance (5 novembre 1877)
- Víctor Barret de Nazarís, personnalité militaire et politique de la guerre fédérale (25 août 1896)
- Renato Beluche, marin durant la guerre d'indépendance (22 juillet 1963)
- José Francisco Bermúdez, officier durant la guerre d'indépendance (24 octobre 1877)
- Pedro Bermúdez Cousín, avocat, soldat et homme politique (30 décembre 1875)
- Andrés Eloy Blanco, poète et homme politique (2 juillet 1981)
- José Félix Blanco, prêtre (3 juillet 1896)
- Manuel Blanco, marin qui combattit avec San Martín et Simón Bolívar (15 avril 1876)
- Rufino Blanco Fombona, écrivain et homme politique (23 juin 1975)
- Simón Bolívar, leader politique et militaire (28 octobre 1876)
- Justo Briceño Otálora (es), officier de la guerre d'indépendance (21 mai 1876)
- Mario Briceño Iragorry, historien, écrivain et diplomate (6 mars 1991)
- Domingo Briceño y Briceño, avocat, journaliste et écrivain (6 mai 1876)
- Luis Brión, officier de la marine vénézuélienne (10 avril 1882)
- Blas Bruzual, militaire, homme politique et journaliste (16 August 1889)
- Manuel Ezequiel Bruzual, personnalité militaire et homme politique (13 novembre 1872)
- Lorenzo Bustillos, officier de la guerre d'indépendance (17 février 1877)
- Luisa Cáceres de Arismendi, héroïne de la guerre d'indépendance (14 août 1876)
- Josefa Venancio de la Encarnación Camejo, héroïne de la guerre d'indépendance
- Francisco Carabaño Aponte, officier de la guerre d'indépendance (18 mai 1876)
- Teresa Carreño, pianiste et compositrice (9 décembre 1977)
- José de la Cruz Carrillo, officier de la guerre d'indépendance (15 décembre 1971)
- Carlos Luis Castelli, officier de la guerre d'indépendance (11 mai 1876)
- Juan Francisco del Castillo, avocat, personnalité militaire et homme politique (2 juillet 1893)
- Cipriano Castro, personnalité militaire et président du Venezuela (6 décembre 2002)
- Manuel Cedeño, officier de la guerre d'indépendance (16 décembre 1942)
- Lino de Clemente, officier de la marine vénézuélienne (21 juillet 1961)
- Agostino Codazzi, personnalité militaire, scientifique, géographe et cartographe (16 décembre 1942)
- Juan Fermín Colmenares, personnalité militaire et homme politique de la guerre fédérale (20 août 1881)
- Juan José Conde, officier de la guerre d'indépendance (19 mai 1876)
- José María Delgado Correa (20 mai 1876)
- Manuel María Echeandía (18 avril 1876)
- Juan Crisóstomo Falcón, soldat, homme politique et président du Venezuela (1er mai 1874)
- León de Febres Cordero, officier de la guerre d'indépendance (16 décembre 1942)
- Carmelo Fernández, officier de la guerre d'indépendance (18 août 1983)
- Fernando Figueredo, officier de la guerre d'indépendance (29 juin 1937)
- Alejo Fortique, homme politique et diplomate (30 avril 1876)
- Rómulo Gallegos, écrivain et homme politique ; président du Venezuela (3 mai 1994)
- Juan Garcés, soldat de la guerre d'indépendance (26 novembre 1934)
- José María García, officier dans la marine pendant la guerre d'indépendance (15 août 1896)
- Valentín García, officier de la guerre d'indépendance (27 avril 1961)
- Miguel Gil, soldat de la guerre d'indépendance (5 août 1876)
- Francisco Esteban Gómez, officier de la guerre d'indépendance (20 août 1881)
- José de Jesús González, leader militaire de la guerre fédérale (22 avril 1897)
- Tomás Green (24 août 1876)
- Guaicaipuro, chef indigène (9 décembre 2001)
- Juan Bautista Guerra Carrillo
- Manuel María Guevara (10 août 1877)
- Antonio Leocadio Guzmán, homme politique et journaliste (18 novembre 1884)
- Antonio Guzmán Blanco, personnalité militaire, avocat et président du Venezuela (1999)
- Tomás de Heres, officier de la guerre d'indépendance (16 décembre 1942)
- Francisco Hurtado (26 mai 1876)
- Andrés Ibarra, officier de la guerre d'indépendance (24 août 1875)
- Diego Ibarra, officier de la guerre d'indépendance (20 octobre 1876)
- Francisco de Ibarra, prêtre (9 novembre 1880)
- Juan Domingo del Sacramento Infante, maçon, constructeur de l'église Santísima Trinidad (bâtiment du Panthéon) (13 décembre 1780)
- Tomás Lander, journaliste et homme politique ; président du Venezuela (5 avril 1884)
- José Prudencio Lanz (21 avril 1876)
- Jacinto Lara, officier de la guerre d'indépendance (24 juillet 1911)
- Francisco Lazo Martí, poète (27 octobre 1983)
- Andrés Olimpo Level, magistrate, avocat, homme politique et journaliste ; acteur de la guerre d'indépendance (28 novembre 1876)
- Francisco Linares Alcántara, soldat et homme politique ; président du Venezuela (4 décembre 1878)
- Enrique Luzón, Allemand né Heinrich von Lützow, officier de la guerre d'indépendance (12 décembre 1877)
- José Tomás Machado, officier de la marine vénézuélienne (16 décembre 1942)
- Vicente Marcano, ingénieur, chimiste et géologue (10 juillet 1991)
- Santiago Mariño, officier de la guerre d'indépendance (1er janvier 1877)
- Zoilo Medrano, leader de la guerre d'indépendance (22 avril 1897)
- Ramón Ignacio Méndez de la Barta, prêtre, avocat et homme politique durant la guerre d'indépendance (16 décembre 1942)
- Arturo Michelena, peintre (29 juillet 1948)
- Guillermo Michelena Salías, docteur, professeur d'université et écrivain (10 novembre 1891)
- Carlos Minchin, officier de la guerre d'indépendance (4 juin 1879)
- Francisco de Miranda, révolutionnaire vénézuélien, participant à la Révolution américaine et la Révolution française
- José Gregorio Monagas, général de la guerre d'indépendance ; président du Venezuela (13 novembre 1872)
- José Tadeo Monagas, personnalité militaire ; président du Venezuela (17 mai 1877)
- Mariano Montilla, officier de la guerre d'indépendance (3 juillet 1896)
- Juan de Dios Monzón, docteur, soldat et homme politique (20 avril 1876)
- José Trinidad Morán, écrivain et officier de la guerre d'indépendance (3 décembre 1954)
- Tomás Muñoz y Ayala (14 juin 1892)
- Pedro Navarro Bolet (29 janvier 1878)
- Carlos Núñez, membre de la Société patriotique durant la guerre d'indépendance (17 février 1877)
- Daniel Florencio O'Leary, officier irlandais servant dans les armées vénézuélienne et colombiennes durant la guerre d'indépendance (10 avril 1882)
- Manuel Germán Ojeda Muñiz (20 décembre 1875)
- José Manuel Olivares, officier de la guerre d'indépendance (14 mai 1876)
- José Antonio Páez, général de la guerre d'indépendance (19 avril 1888)
- Miguel Palacio Fajardo, docteur et avocat ; officier de la guerre d'indépendance (1876)
- Juan Antonio Paredes Angulo, officier de la guerre d'indépendance (16 septembre 1960)
- Francisco Vicente Parejo, officier de la guerre d'indépendance (18 mai 1876)
- Ana Teresa Parra Sanojo, écrivain (7 novembre 1989)
- Jesús María Paúl (11 février 1877)
- Miguel Peña, avocat et homme politique (24 juillet 1911)
- Fernando Peñalver, signataire de l'acte d'indépendance (3 juillet 1896)
- Juan Antonio Pérez Bonalde, poète (14 février 1946)
- Manuel Piar, général de la guerre d'indépendance
- Gabriel Picón González, officier de la guerre d'indépendance (23 juin 1975)
- Judas Tadeo Piñango, officier de la guerre d'indépendance (16 décembre 1942)
- Simón Planas, homme politique (26 août 1877)
- José Ignacio Pulido del Pumar, officier de la guerre d'indépendance (15 janvier 1881)
- José Luis Ramos, humaniste (16 août 1889)
- Rafael Rangel, scientifique (20 août 1977)
- Luis Razetti, chirurgien (23 juin 1982)
- José Rafael Revenga, avocat (22 décembre 1969)
- Pedro Rodríguez (12 décembre 1879)
- Simón Rodríguez, professeur de Bolivar (28 février 1954)
- Francisco Rodríguez del Toro, officier de la guerre d'indépendance (9 mai 1851)
- Donato Rodríguez Silva, personnalité militaire et homme politique de guerre fédérale (22 avril 1897)
- Arístides Rojas, naturaliste Naturalist. (22 September 1983)
- Cristóbal Rojas, peintre (27 décembre 1958)
- Pedro Manuel Rojas Mercado, homme politique de la guerre fédérale (10 août 1876)
- Juan José Rondón, officier de la guerre d'indépendance (25 août 1896)
- Bartolomé Salom, officier de la guerre d'indépendance (5 juillet 1909)
- Tomás José Sanabria y Meleán, avocat et homme politique (1er janvier 1896)
- Luis Sanojo, avocat et homme politique (22 juin 1978)
- José Laurencio Silva, officier de la guerre d'indépendance (16 décembre 1942)
- Juan Antonio Sotillo, officier de la guerre d'indépendance (9 janvier 1878)
- Carlos Soublette, officier de la guerre d'indépendance ; président du Venezuela (7 février 1970)
- Fermín Toro, homme politique, écrivain et diplomate (23 avril 1876)
- Pedro León Torres, officier de la guerre d’indépendance (16 août 1889)
- Martín Tovar y Tovar, peintre (22 septembre 1983)
- José Vicente de Unda, prêtre (16 décembre 1942)
- Diego Bautista Urbaneja Sturdy, avocat et colonel (22 octobre 1876)
- Adolfo Urdaneta, fils de Rafael Urdaneta (24 novembre 1876)
- Rafael Urdaneta, officier de la guerre d'indépendance (16 mai 1876)
- Wenceslao Urrutia, juriste et homme politique (20 avril 1876)
- Juan Uslar, Allemand né Johan Von Usler, participant à la guerre d'indépendance (16 décembre 1942)
- José María Vargas, chirurgien et président du Venezuela (27 avril 1877)
- Miguel Antonio Vásquez, officier de la guerre d'indépendance (vers 1920)
- José Joaquín Veroes, colonel de la guerre d'indépendance (16 décembre 1942)
- Francisco Javier Yánez (1876)
- José Ramón Yépez, officier de la marine vénézuélienne (22 août 1949)
- Ezequiel Zamora, personnalité militaire de la guerre fédérale (13 novembre 1872)
- Miguel Zárraga, officier de la guerre d'indépendance (10 mai 1876)

Les personnalités suivantes ne sont pas enterrées au Panthéon, parce que leurs cendres n'ont pas été retrouvées, mais les autorités ont décrété qu'elles y avaient officiellement droit :
- Francisco de Miranda, révolutionnaire vénézuélien, participant à la Révolution américaine et la Révolution française
- Josefa Camejo, héroïne de la guerre d'indépendance
- Guaicaipuro, chef indigène
- Manuel Piar, général de la guerre d'indépendance

La personnalité suivante n'est pas enterrée au Panthéon mais une tombe vide est présente, près de celle de Simon Bolivar :
- Antonio José de Sucre, héros de la guerre d'indépendance sud-américaine, deuxième président de Bolivie

## Éléments architecturaux

### Monuments
- Nef centrale

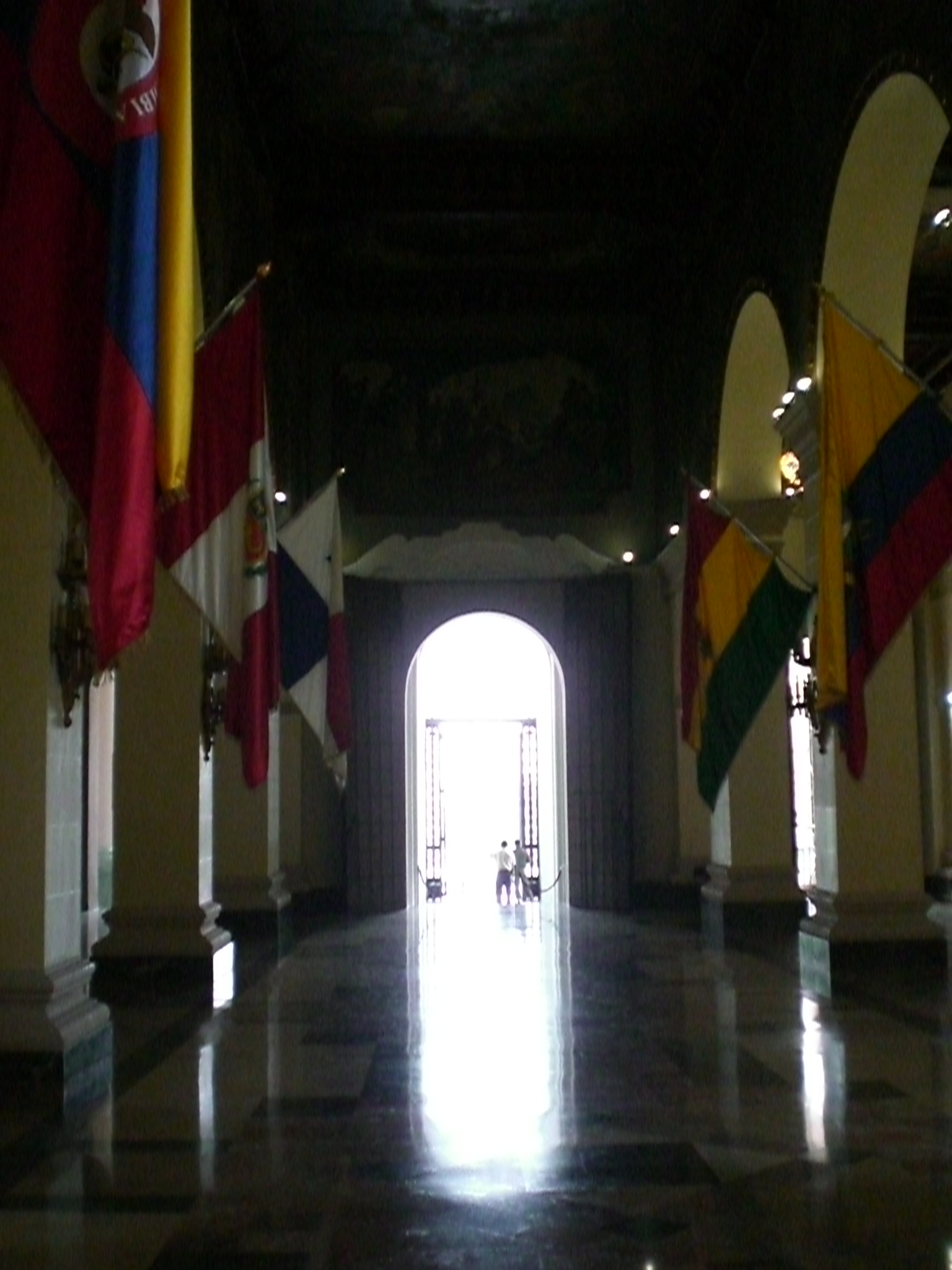
Entrée du Panthéon.

  - Monument à Simón Bolívar, par Pietro Tenerani.
- Nef droite
  - Monument à la Première République, Hugo Daini.
  - Monument à José Gregorio Monagas, par Julio Roversi.
  - Monumento à la Fédération, par Juan Bautista Sales Ferré.
- Nef gauche
  - Monument à José Antonio Páez, par José Pizzo.
  - Monument à Rafael Urdaneta, par Pietro Ceccarelli.
  - Monument à José María Vargas, par Franco Bianchinni.
  - Monument à Santiago Mariño, par Manuel de la Fuente.

### Cénotaphes
- Cénotaphes en honneur à Francisco de Miranda, par Julio Roversi.
- Cénotaphes en honneur à Antonio José de Sucre, par Juan Bautista Sales Ferré.
- Cénotaphes en honneur à Andrés Bello, par Manuel de la Fuente.

### Œuvres de Tito Salas
- Alegoría de la libertad de los esclavos
- Apoteosis del Libertador (1942)
- Bolívar en el Chimborazo
- Bolívar y Humboldt en París
- El ascenso al Cerro de Potosí el 26 de octubre de 1825
- El tiempo graba el nombre de Bolívar para la posteridad
- Entrada triunfal de Bolívar a Caracas después de la Batalla de Carabobo en 1821 (1935)
- Coat of arms of the City of Caracas (1942)
- Escudo de la familia Bolívar (1942)
- Coat of arms of Venezuela (1942)
- Fundación de Caracas (1939)
- Inspiración del istmo de Panamá
- Juramento de Bolívar en el monte Sacro
- La noche de Casacoima
- La Santísima Trinidad (1933)
- 1842 Transfer of the remains of the Liberator from La Guaira to Caracas (1934)
- Unión, Unión

## Sources
- (en) Cet article est partiellement ou en totalité issu de l’article de Wikipédia en anglais intitulé « National Pantheon of Venezuela » (voir la liste des auteurs).